# Pherbellia nana
Pherbellia nana är en tvåvingeart som först beskrevs av Fallen 1820.  Pherbellia nana ingår i släktet Pherbellia och familjen kärrflugor. Enligt den finländska rödlistan är arten starkt hotad i Finland. Arten är reproducerande i Sverige. Artens livsmiljö är strandängar vid sötvatten. Inga underarter finns listade i Catalogue of Life.